# آلخاندرو آوادا
آلخاندرو آوادا (اسپانیایی: Alejandro Awada‎؛ زادهٔ ۷ دسامبر ۱۹۶۱) بازیگر آرژانتینی سینما و تلویزیون است که تباری لبنانی-سوری دارد.
از فیلم‌هایی که وی در آن نقش داشته است، می‌توان بار، ناین کوئینز، فرار، اوهام و فرانسیس: برایم دعا کن را نام برد.